# آلیسا وایت گلاز
آلیسا وایت گلاز (Alissa White Gluz) خوانندهٔ اهل کانادا است. او از سال ۲۰۱۴ به این سو خوانندهٔ گروه سوئدی آرچ انمی بوده‌است. وایت گلاز مانند بقیهٔ اعضای آرچ انمی یک بی‌خدا است.